# Ardea cocoi
Ardea cocoi là một loài chim trong họ Diệc.
Loài này được tìm thấy trên khắp Nam Mỹ. Chúng có bộ lông màu xám chủ yếu là màu xám nhạt với mào màu xám đậm hơn. Là loài động vật ăn thịt, chúng săn cá và động vật giáp xác ở vùng nước nông.
Loài này ban đầu được Linnaeus mô tả trong phiên bản thứ 10 năm 1766 của Systema Naturae.
Đây là loài lớn nhất trong số các loài diệc Nam Mỹ và có chiều dài 95–130 cm mặc dù kích thước cơ thể thay đổi theo từng khu vực; với các cá nhân phía nam có lẽ là lớn nhất. Trọng lượng trưởng thành của cả chim trống và chim mái có thể dao động từ 1,14 đến 3,2 kg.

## Hình ảnh

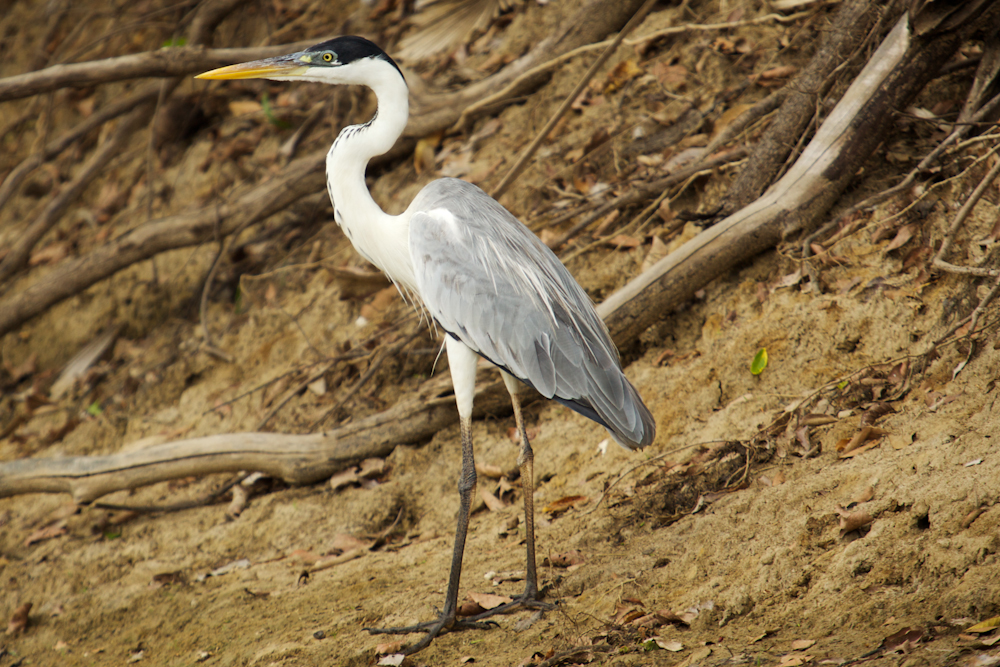
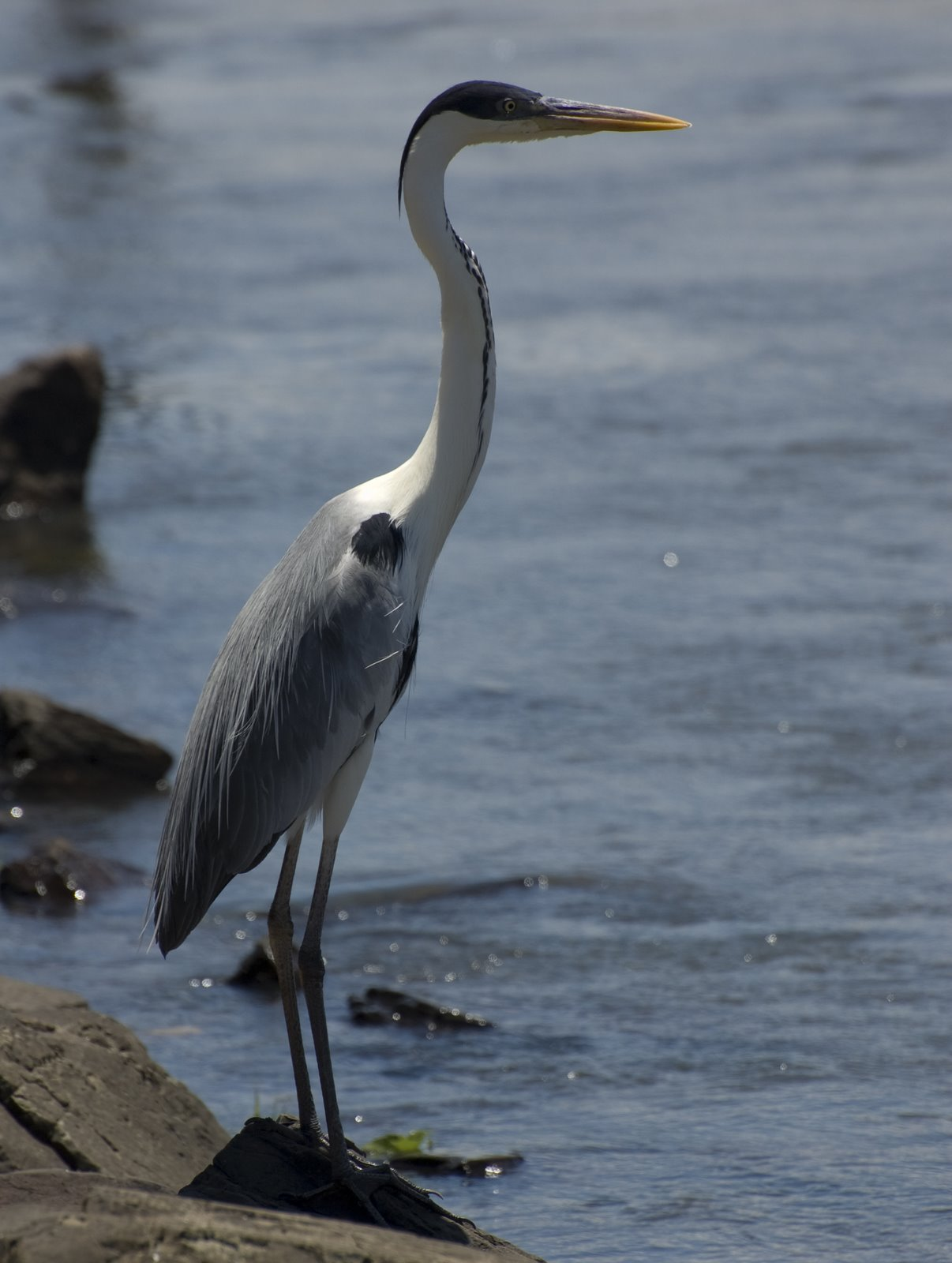
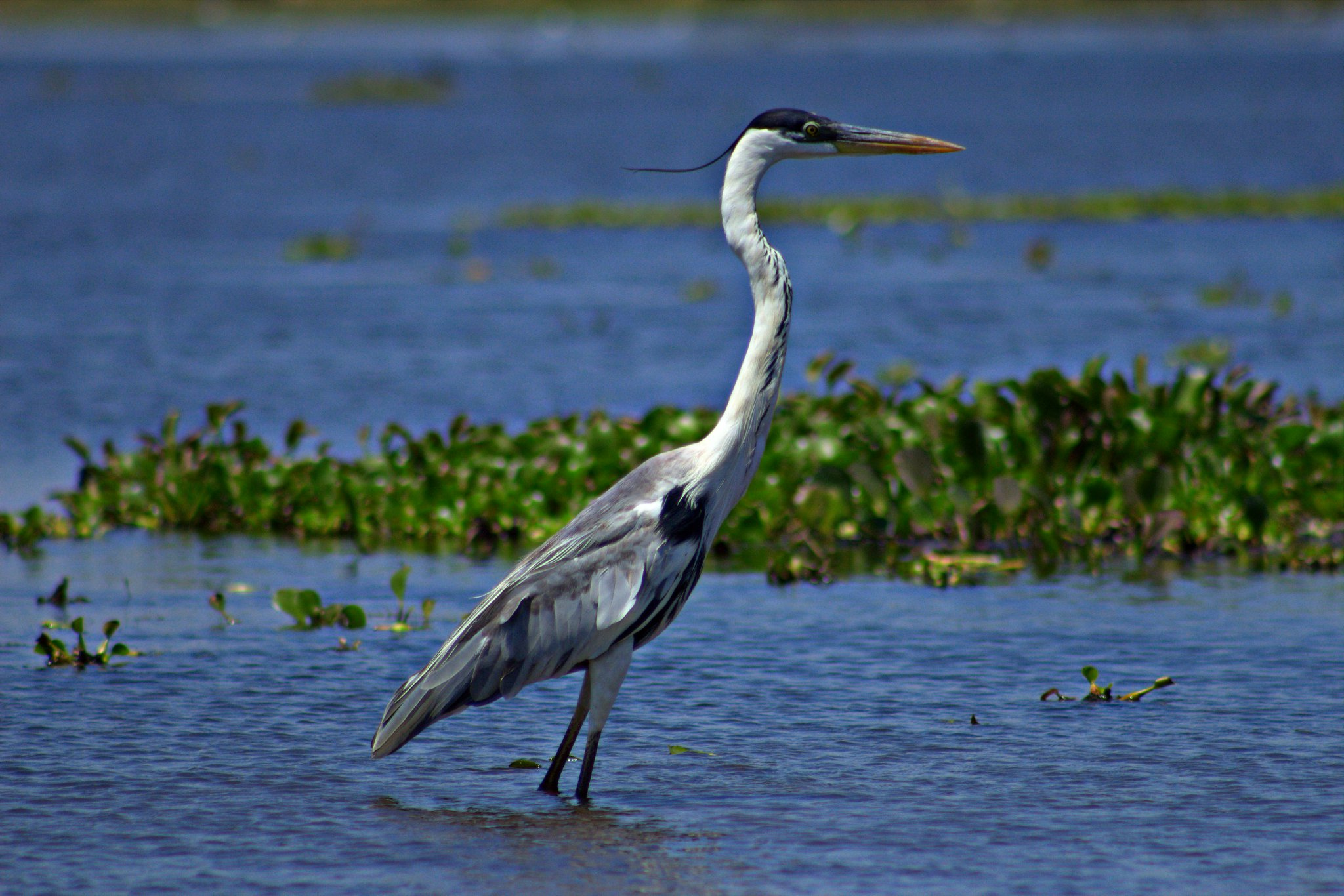